# 虾子草属
虾子草属（学名：Mimulicalyx）是透骨草科下的一个属，为多年生草本植物。该属共有虾子草（M. rosulatus）和沼生虾子草（M. paludigenus）两种，分布于中国西南部。

## 下属物种
- 沼生虾子草 Mimulicalyx paludigenus P. C. Tsoong ex D. Z. Li & J. Cai
- 虾子草 Mimulicalyx rosulatus P. C. Tsoong